# Brändö, Sjundeå
Brändö är en ö i Finland. Den ligger i Finska viken och i kommunen Sjundeå i landskapet Nyland, i den södra delen av landet. Ön ligger omkring 38 kilometer väster om Helsingfors.
Öns area är 6,2 hektar och dess största längd är 0,5 kilometer i öst-västlig riktning.